# Trachyaretaon bresseeli
Trachyaretaon bresseeli ist eine auf der philippinischen Insel Luzon endemische Gespenstschrecken-Art aus der Familie Heteropterygidae.

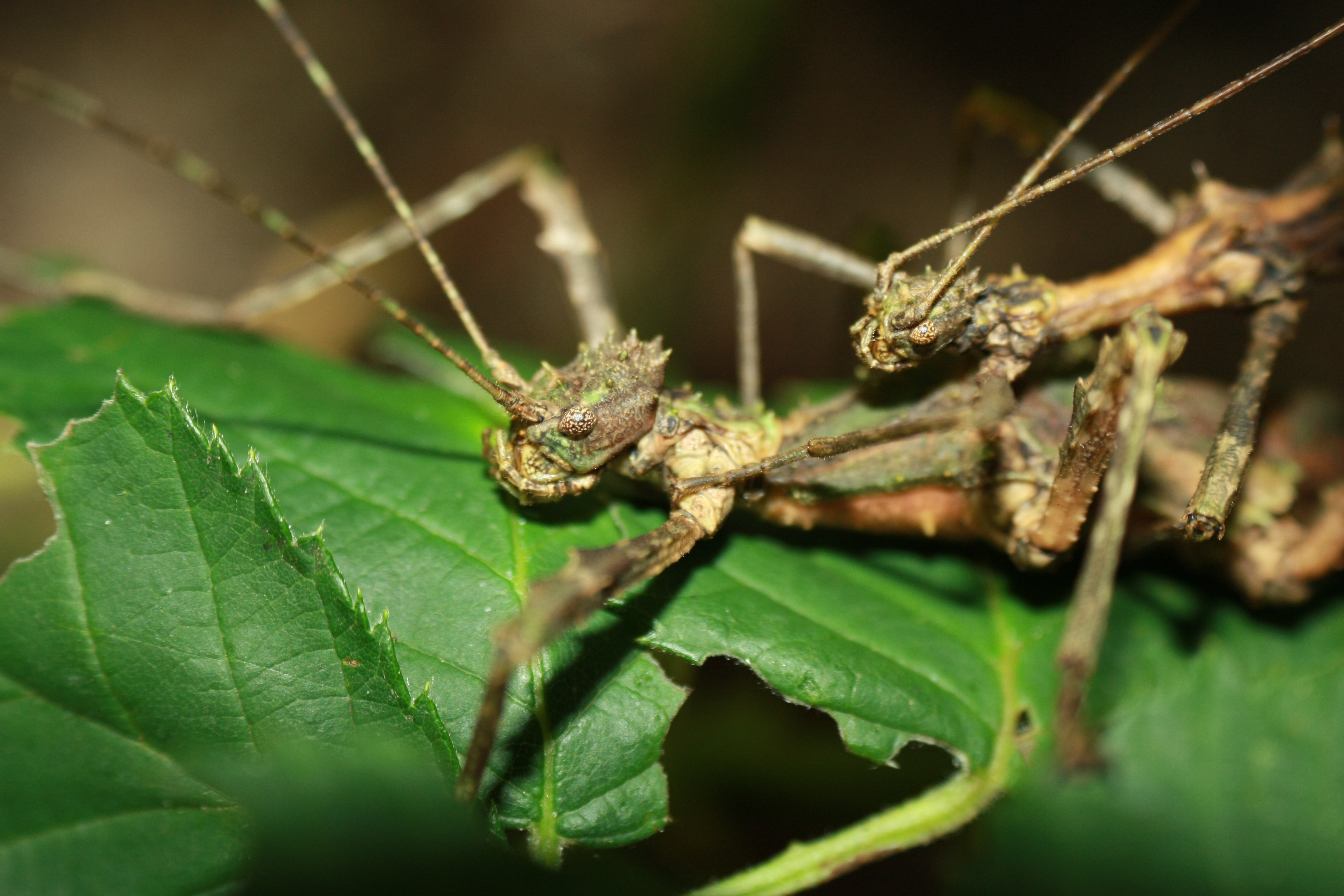
Porträt eines Pärchens vom Zuchtstamm aus Marinfanta

## Merkmale
Die mittelgroße, gedrungene Art ähnelt der auf Mindoro heimischen Trachyaretaon mangyan und der ebenfalls im Norden Luzons vorkommenden Trachyaretaon nakatago. Die 71 bis 87 Millimeter langen Weibchen sind sehr farbvariabel. Obwohl meist mittelbraune Farben mit dunkleren und helleren Anteilen dominieren, sind daneben verschiedenen Töne von Dunkel- bis Mittelbraun über Gelbbraun und Ocker bis hin zu Oliv zu finden. Die Terga zwei bis vier des Abdomens sind normalerweise dunkler gefärbt als die anderen Segmente und seitlich mit einer charakteristischen umgekehrt V-förmigen schwarzen Markierung versehen. Das Pronotum hat normalerweise eine hellere Farbe als der Rest des Thorax und weist zwei schwache dunkle und eng beieinander liegende parallele Längsstreifen auf. Das Mesonotum zeigt eine mehr oder weniger deutliche blasscreme- oder strohfarbene, dreieckige vordere Markierung. Die Körperstruktur ist eher schwach entwickelt und ziemlich niedrig. So sind die auf dem hinteren Meso- und Metanotum befindlichen Stacheln (Meso- und Metanotale) eher konisch und vielhöckerig. Die mittige Längskante auf dem Meso- und Metasternum ist eher schwach ausgeprägt bis kaum erkennbar. Der sekundäre Legestachel, der den eigentlichen Ovipositor umgibt, wird dorsal aus dem Epiprokt gebildet, der seitlich gerade und etwa 1,5-mal länger ist als das Analsegment. In der Basalhälfte ist es fast parallel und verjüngt sich nach hinten nur leicht zu einer stumpfwinkligen Spitze, die etwas nach oben gebogen ist. Die ventral liegende Subgenitalplatte des Ovipositors ist lang, lanzettlich und in der hinteren Hälfte deutlich gekielt. Sie ist mäßig spitz und überragt leicht das Epiprokt.
Die Männchen werden ca. 55 bis 62 Millimeter lang und sind deutlich weniger farbvariabel. Ihre Grundfarbe ist meist Braun bis Olivbraun. Auf dem Meso- und Metanotum befindet sich ein hellbrauner Längsstrich, der sich selten und dann meist undeutlich auf den ersten Segmenten des Abdomens fortsetzen kann. Die Körperbestachlung ist mäßig entwickelt. Die hinteren Stacheln auf dem Meso- und Metanotum (Meso- und Metanotalen) stehen spitz hervor und sind um die Basis herum vielhöckerig. Das Mesonotum ist seitlich und im hinteren Bereich ebenso wie die Metapleuren dunkler als der Rest des Körpers und normalerweise rötlich- bzw. mittel- bis dunkelbraun gefärbt.

## Fortpflanzung
Die 4,5 bis 4,6 mm langen, 2,6 mm breiten und 2,4 mm hohen, graubraunen Eier werden wie bei allen Obrimini mittels des am Ende des Hinterleibs befindlichen Legestachel in den Boden abgelegt. Ihr Exochorion ist stark narbig. Der Deckel (Operculum) und der umgebende Bereich sind mit sehr kurzen Borsten bedeckt. Die Mikropylarplatte ist wie bei den meisten Obrimini dreiteilig und Y-förmig. Sie ist eher klein und nur etwa 0,65-mal so lang wie die Eikapsel. Der mittlere Teil wird nach vorne leicht schmaler und die beiden posterolateralen Verlängerungen sind klein und erstrecken sich fast in einem rechten Winkel auf die Seitenflächen der Kapsel (siehe auch Bau des Phasmideneies).

## Systematik
Die ersten Tiere dieser Art wurde im Juli 2009 von Joachim Bresseel, Bellemans, Van Dingenen und Derijck auf Luzon in der Provinz Aurora nahe der Stadt San Luis an den Wasserfällen von Cunayan und Ditumabo gesammelt. Die im April 2023 zur Bearbeitung an Frank H. Hennemann übergebenen Präparate der sechs Wildfangtiere wurden von diesem in einer im November 2023 veröffentlichten Arbeit als Trachyaretaon bresseeli beschrieben. Der Name ist Bresseel gewidmet, der diese Art als Erster sammelte und eine Kultur in Europa etablierte. Bressell, der selbst taxonomisch am Museum für Naturwissenschaften in Brüssel arbeitet, wurde außerdem für seine jahrelange Freundschaft und Großzügigkeit gedankt, da er u. a. umfangreiches Obrimini-Material aus der Sammlung des Brüsseler Museums zur Verfügung stellte, von dem ein Großteil von ihm gesammelt wurde. Die Präparate der Wildfangtiere sind als Typen im Museum für Naturwissenschaften in Brüssel hinterlegt. Als Holotypus ist dort ein Weibchen, als Paratypen drei weitere Weibchen und zwei Männchen der Wildfangtiere sowie fünf weitere Weibchen und elf Männchen aus der Zucht von Bresseel hinterlegt. Weitere Paratypen aus Hennemanns Zucht befinden sich in dessen Sammlung.
Sarah Bank et al. schlossen in ihren auf Genanalysen basierenden, 2021 veröffentlichten Untersuchungen zur Klärung der Phylogenie der Heteropterygidae bereits Proben dieser Art ein, die hier aber wegen der ursprünglichen Identifizierung der Tiere als Trachyaretaon echinatus bezeichnet wurden. Die Untersuchungen zeigen, dass die Art gemeinsam mit damals bereits beschriebenen Arten wie Trachyaretaon carmelae, mittlerweile beschriebenen Arten wie Trachyaretaon maliit und noch nicht beschriebenen Arten eine gemeinsame Klade bilden.

## Terraristik
Die ersten Vertreter dieser Art gelangten 2009 durch Bresseel in die Terrarien der Liebhaber. Er etablierte aus den von ihm in der Provinz Aurora gesammelten Tieren einen Zuchtstamm, der schnell große Verbreitung fand. Er wurde anfangs als Trachyaretaon echinatus bezeichnet und ist seit etwa 2010 in den Terrarien der europäischen Liebhaber zu finden. Die falsche Zuordnung wurde wenig später erkannt und so waren die Tiere lange unter dem Namen Trachyaretaon sp. 'Aurora' im Umlauf. Die Phasmid Study Group führt sie unter der PSG-Nummer 317. Im April 2010 sammelten Bresseel, Thierry Heitzmann, Tim Bollens und Rob Krijns in Marinfanta an der Straße nach Infanta auf Luzon ein adultes Weibchen, aus dessen Eiern ein sexueller Zuchtstamm etabliert werden konnte. Dieser wurde wiederum als Trachyaretaon echinatus identifiziert und jahrelang als Trachyaretaon echinatus 'Marinfanta' bezeichnet. Er wird von der Phasmid Study Group unter der PSG-Nummer 326 geführt. Beide Zuchtstämme wurden von Hennemann als Vertreter derselben Art identifiziert, die er 2023 als Trachyaretaon bresseeli beschrieb.
Die Art ist wie alle in Zucht befindlichen Vertreter der Gattung im Terrarium leicht mit den Blättern von Brombeeren, Haseln, Efeu, Feuerdorn, Guaven oder anderen für Gespenstschrecken gängigen Futterpflanzen zu ernähren. Um die Eiablage zu ermöglichen, sollte der Boden des Terrariums einige Zentimeter hoch mit einem leicht feuchten Substrat aus Erde bedeckt sein.

## Bilder

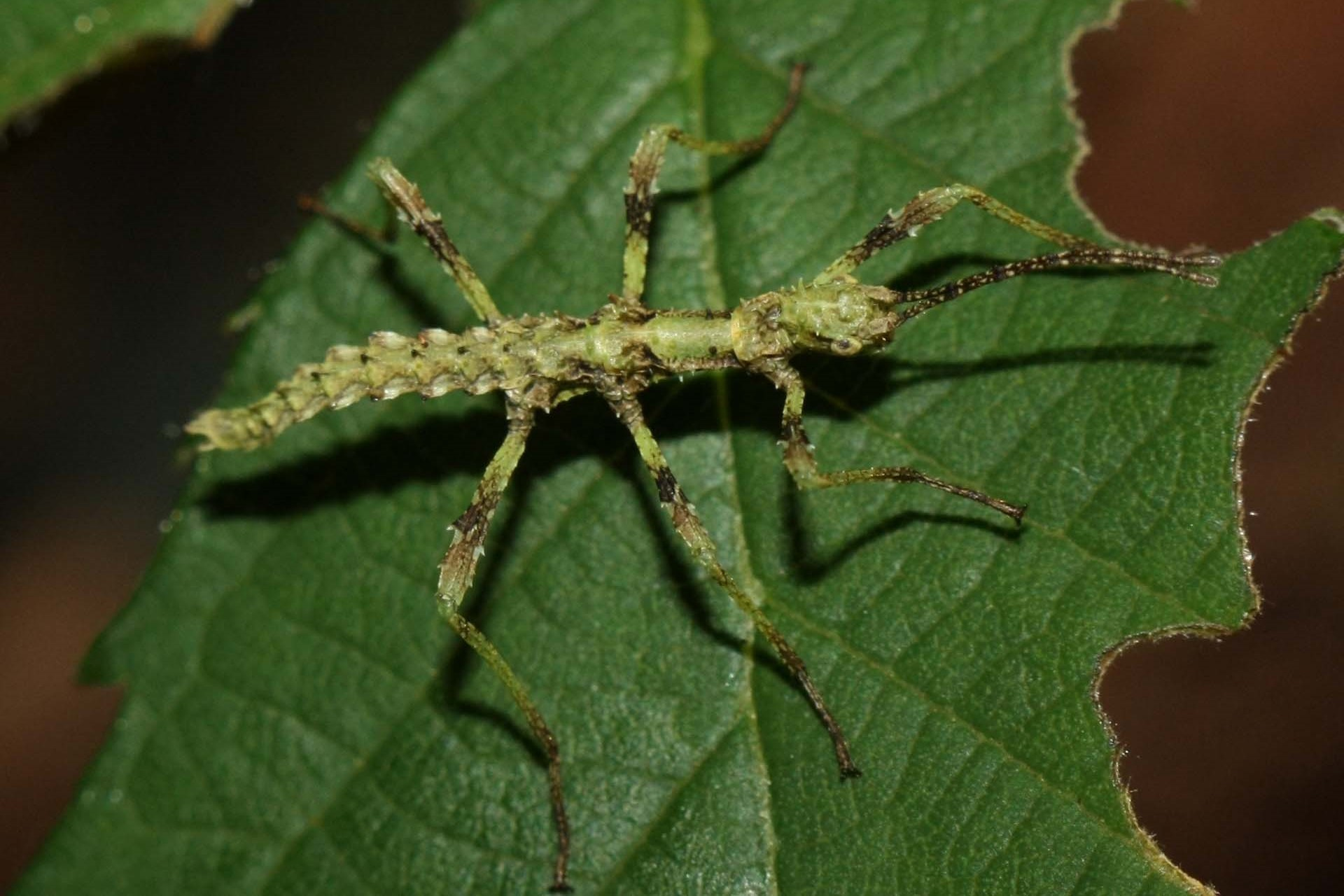
L1-Nymphe vom Zuchtstamm aus Marinfanta
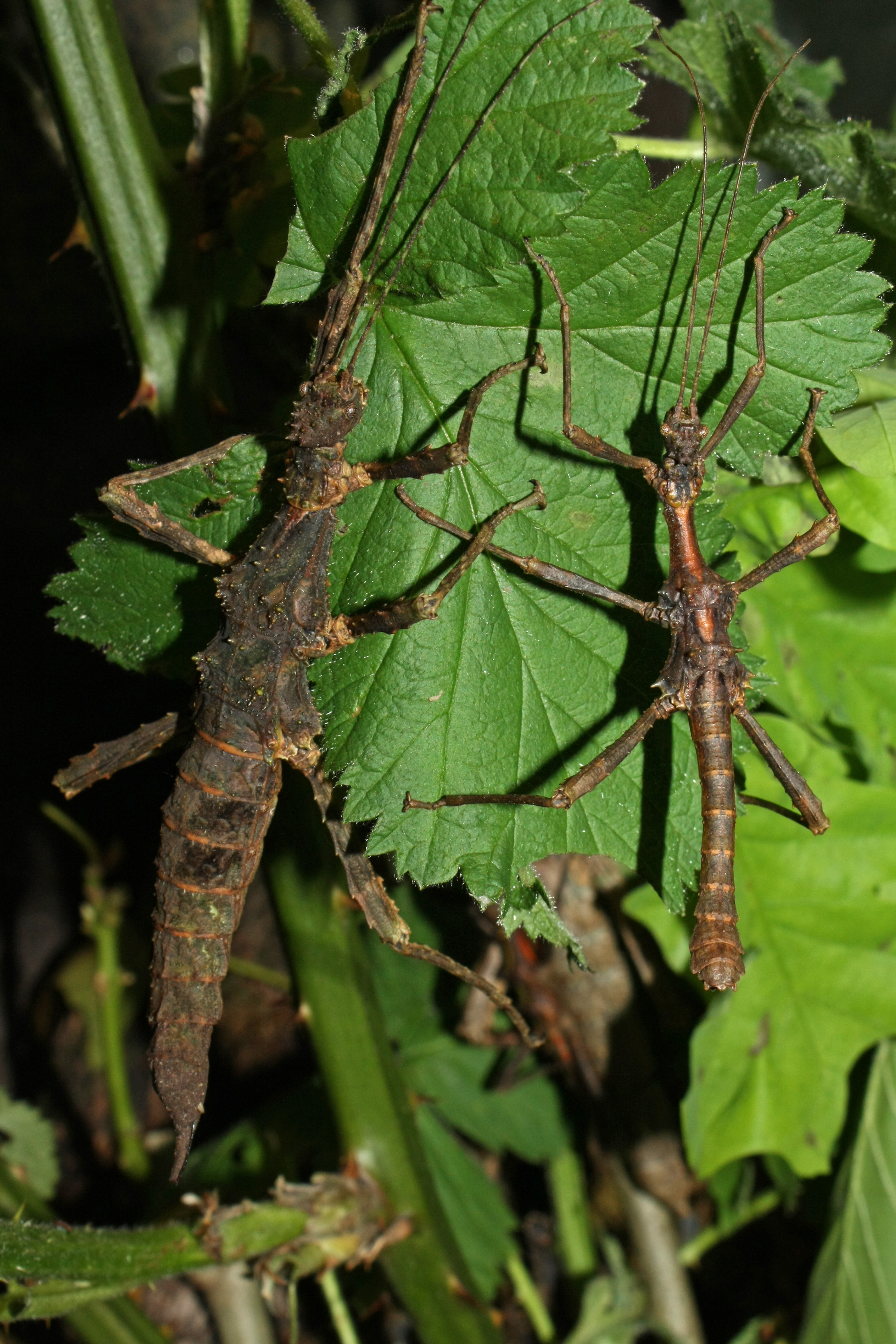
Pärchen vom Zuchtstamm aus Marinfanta
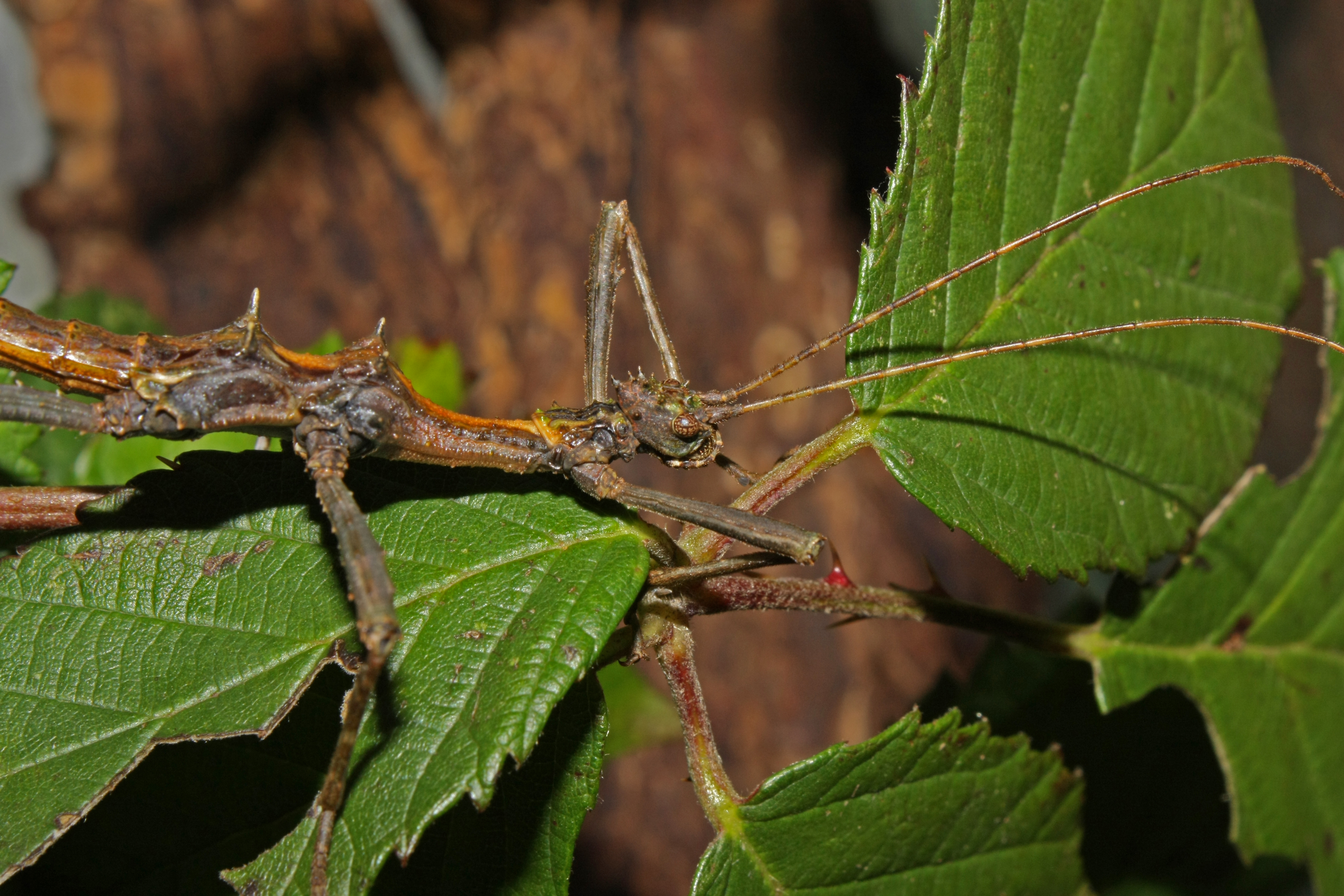
Porträt eines Männchens vom Zuchtstamm aus Marinfanta
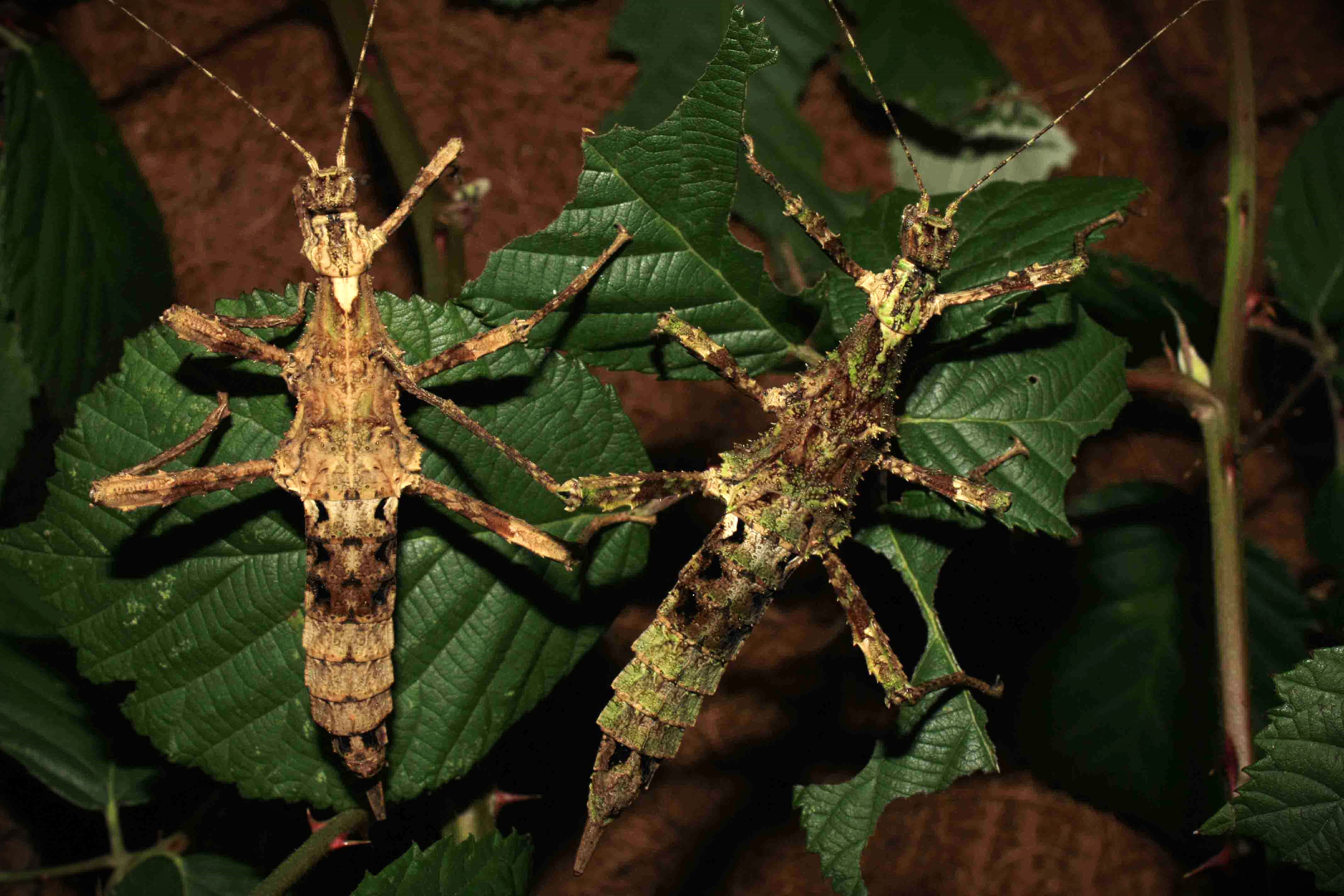
Verschieden gefärbte Weibchen vom Zuchtstamm aus Aurora
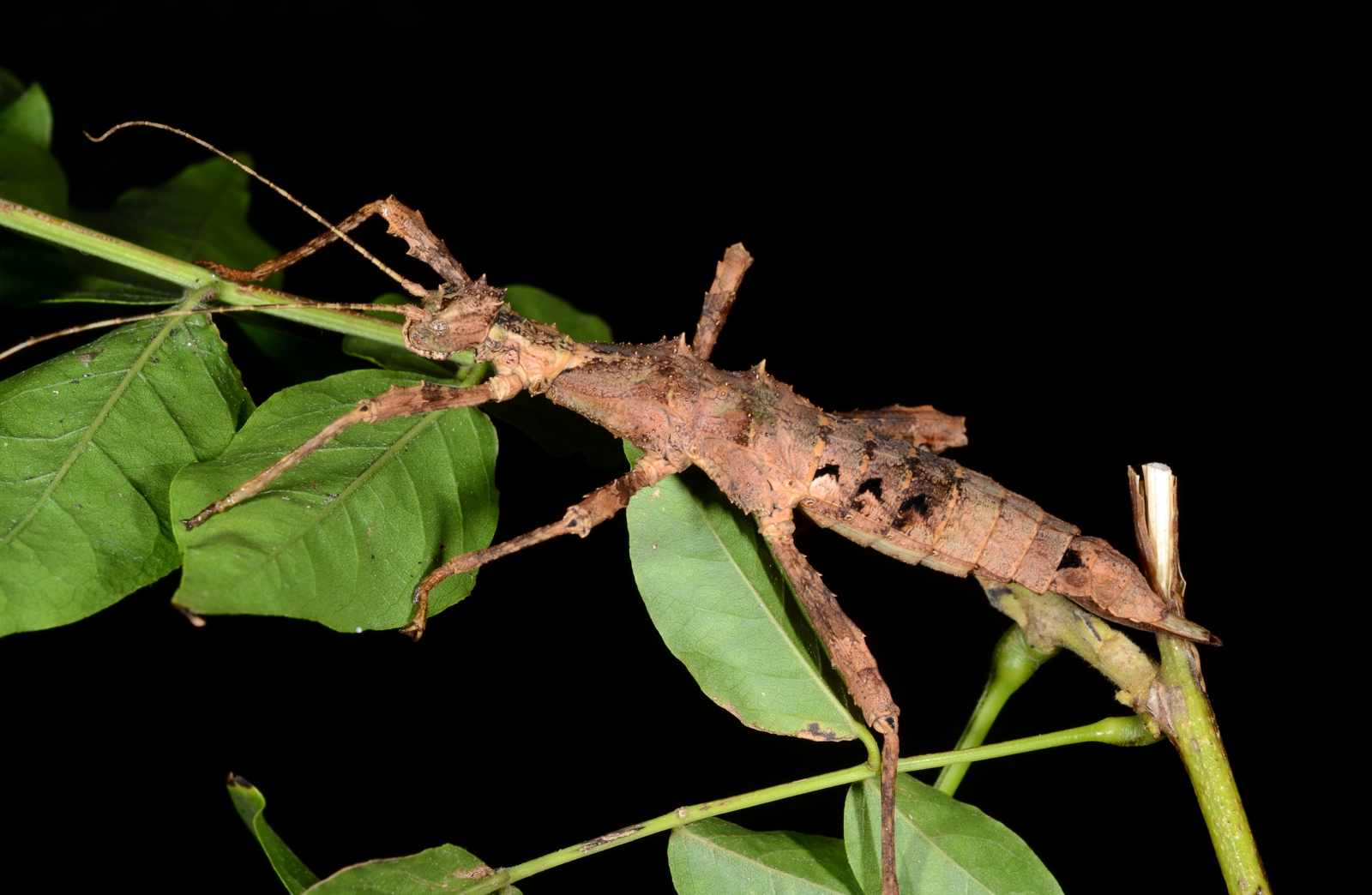
Weibchen vom Zuchtstamm aus Aurora